# Desmapsamma anchorata
Desmapsamma anchorata är en svampdjursart som först beskrevs av Carter 1882.  Desmapsamma anchorata ingår i släktet Desmapsamma och familjen Desmacididae. Inga underarter finns listade i Catalogue of Life.